# 柯札三唑A
柯札三唑A是一种含氮有机化合物，化学式C
17H
17N
3O
3，属于1,2,4-三唑衍生物，存在于产黄青霉菌（Penicillium Chrysogenum）中。